# Vinni (obec)
Obec Vinni (estonsky Vinni vald) je samosprávná jednotka estonského kraje Lääne-Virumaa.

## Osídlení
V obci žije přibližně 6,8 tisíc obyvatel v pěti městečkách (Laekvere, Pajusti, Roela, Tudu, Vinni a Viru-Jaagupi) a vesnicích (Aarla, Aasuvälja, Alavere, Allika, Anguse, Aravuse, Arukse, Aruküla, Aruvälja, Ilistvere, Inju, Kaasiksaare, Kadila, Kakumäe, Kannastiku, Kantküla, Karkuse, Kaukvere, Kehala, Kellavere, Koeravere, Kõrma, Kulina, Küti, Lähtse, Lavi, Lepiku, Luusika, Mäetaguse, Männikvälja, Miila, Mõdriku, Mõedaka, Moora, Muuga, Nõmmise, Nurkse, Nurmetu, Obja, Paasvere, Padu, Palasi, Piira, Põlula, Puka, Rahkla, Rajaküla, Rasivere, Ristiküla, Rohu, Rünga, Saara, Sae, Salutaguse, Sirevere, Soonuka, Sootaguse, Suigu, Tammiku, Uljaste, Ulvi, Vana-Vinni, Vassivere, Veadla, Venevere, Vetiku, Viru-Kabala, Võhu, and Voore). Správním střediskem obce je městečko Pajusti.